# 乌本桥

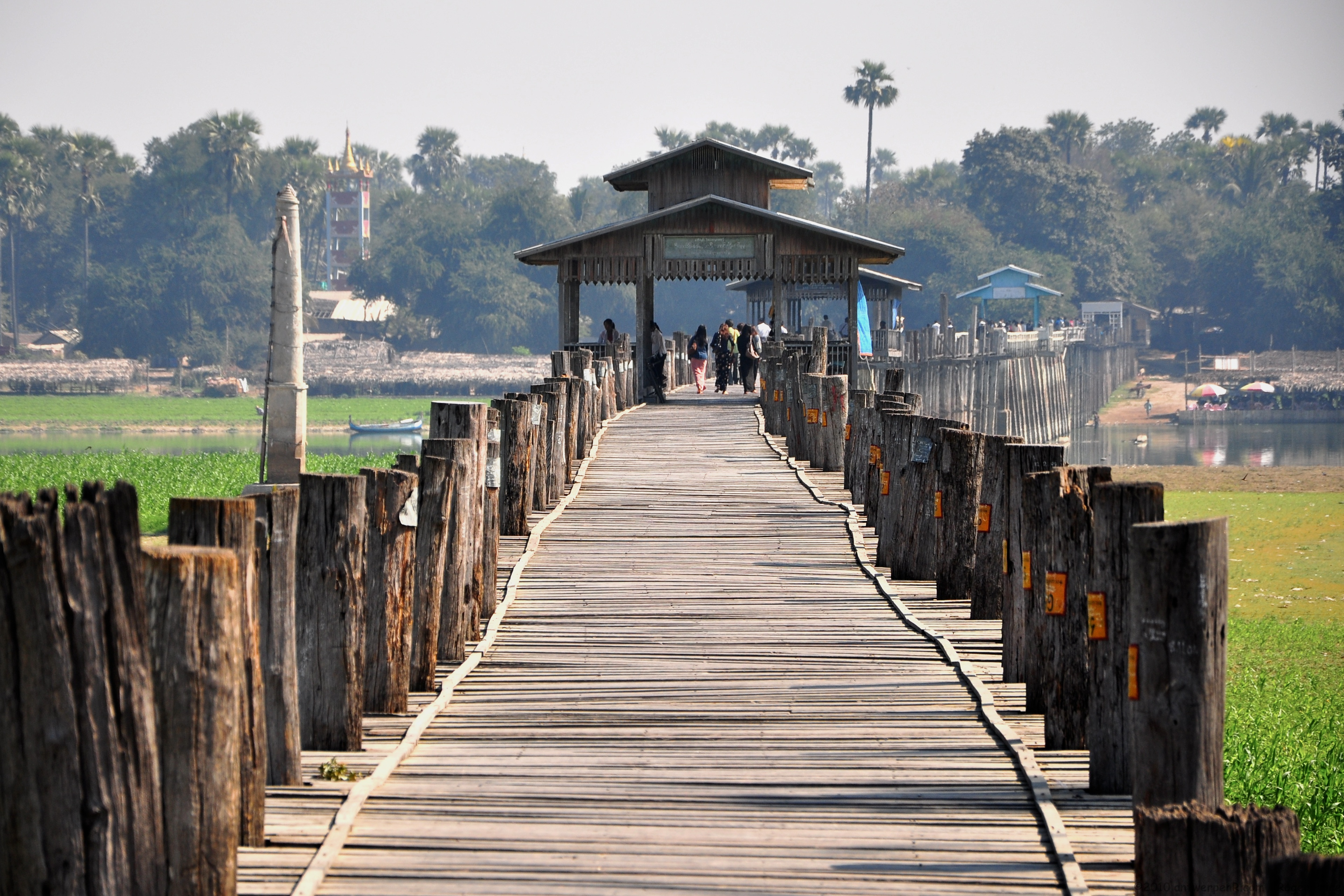

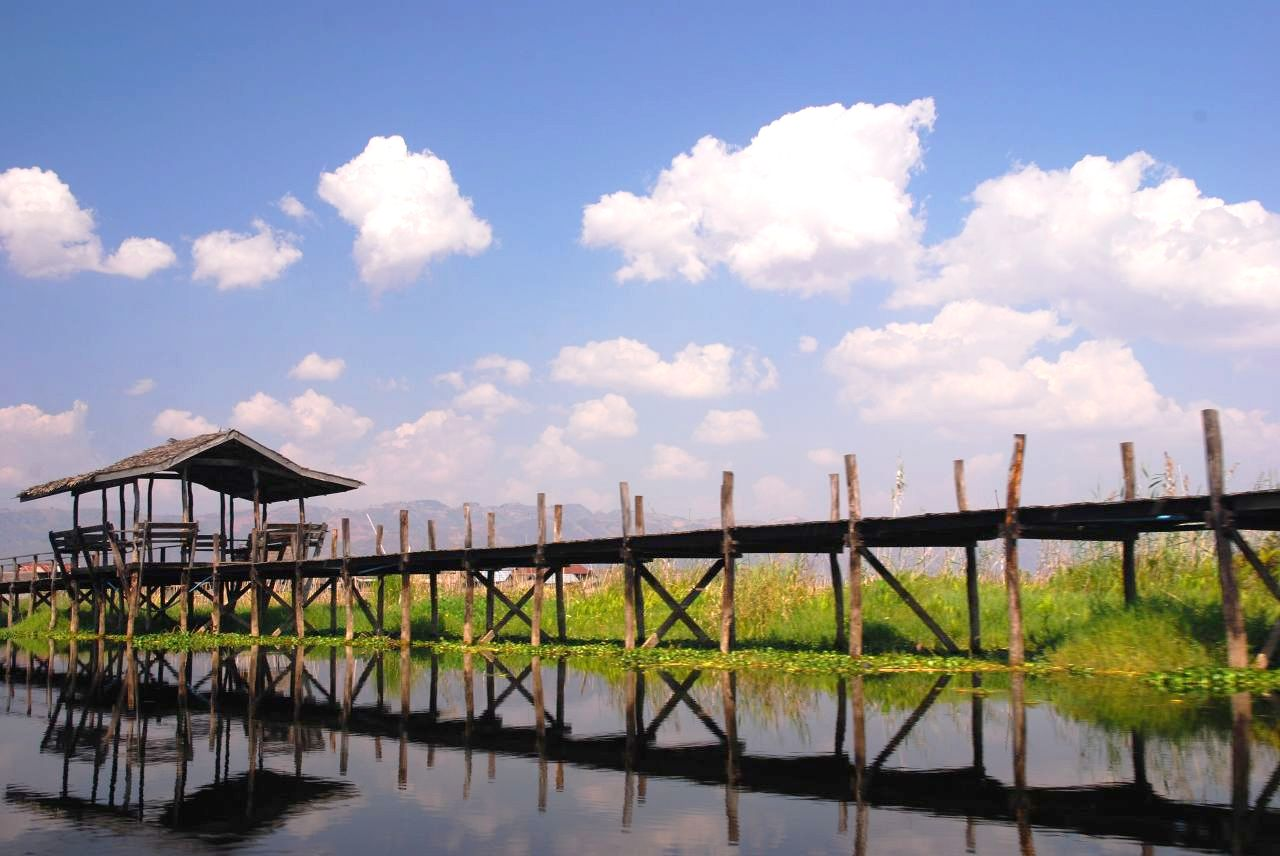

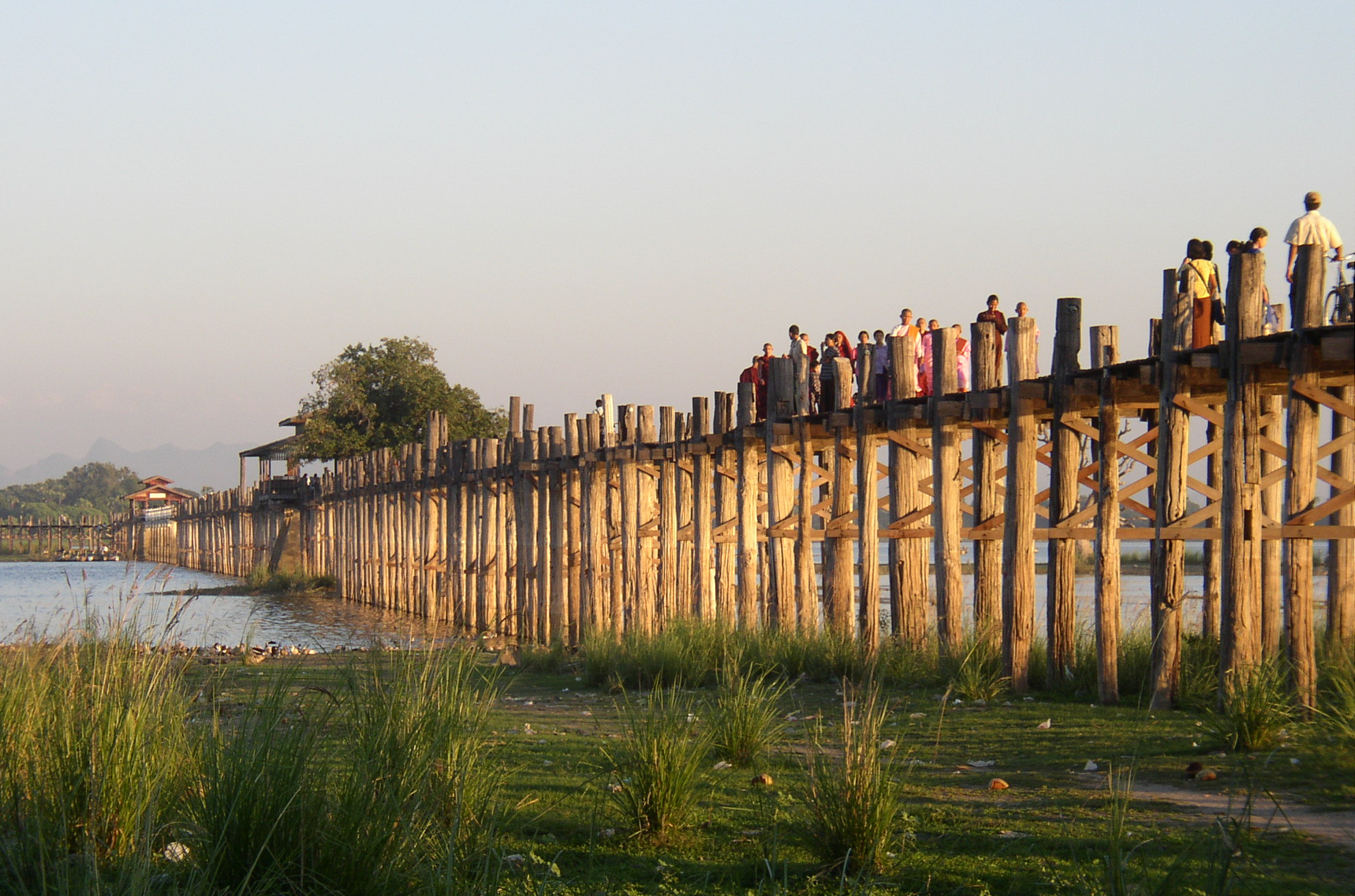

乌本桥是缅甸阿马拉布拉城附近横贯东塔曼湖的一座木桥，长达1.2-（0.75-英里），建于1850年左右，被认为是世界上最古老、最长的柚木桥。该桥开始兴建于阿瓦王朝首都迁往阿马拉布拉城时，并以建桥的市长命名。它不仅是当地人的重要通道，也是一个旅游景点，因此收入纪念品是收入的重要来源。七月和八月期间，湖面最高，特别繁忙。
兴建该桥的木料据称来自阿瓦昔日的皇宫，共有1,086根桥柱立于水中，其中一些换成了混凝土。虽然该桥大体上保持完好，但有人担心，越来越多的支柱正在腐烂。文化部考古局，国家博物馆和图书馆部计划进行维修。
从2013年4月1日起，8名警察受派遣守卫桥梁。他们的存在是为了减少反社会行为和防止犯罪活动。2013年9月，两名男子因骚扰游客而被捕。